# Куму
Куму, или морской петух-куму (лат. Chelidonichthys kumu) — морская придонная рыба семейства тригловых (Triglidae). Распространён в западной части Индийского океана и западной части Тихого океана, обычный вид у побережья Австралии и Новой Зеландии, обитает на глубине до 200 метров. Длина тела составляет до 60 сантиметров. Хищная рыба, которая охотится в основном на мелких ракообразных, таких как крабы и креветки.
Рыба съедобная для человека.